# Kreodonty
Kreodonty, pradrapieżne, pramięsożerne (†Creodonta) – rząd kopalnych ssaków drapieżnych różnej wielkości. Pierwsze kreodonty przypominały ssaki owadożerne. U późniejszych rozwinęły się łamacze, ale w odmiennej formie niż u ssaków drapieżnych (Carnivora).
Pojawiły się w paleocenie, zaczęły wymierać w oligocenie, nieliczne dotrwały do miocenu.
Była to ważna grupa drapieżników żyjących 55–33 milionów lat temu w Afryce, Europie, Azji i Ameryce Północnej. W oligoceńskiej Afryce była to dominująca grupa drapieżników. Rywalizowały z grupą Mesonychia, a także entelodontami, które przeżyły na przełomie oligocenu i miocenu, by w końcu ustąpić właściwym drapieżnym (Carnivora). Ostatni rodzaj, Dissopsalis, wyginął 8 milionów lat temu, po czym wszystkie ich nisze ekologiczne zostały zajęte przez przedstawicieli Carnivora.

## Historia klasyfikacji
Kreodonty zostały wyróżnione w 1875 roku przez Edwarda Drinkera Cope’a; Cope sklasyfikował Creodonta jako podrząd w obrębie Insectivora. Od czasu wyróżnienia tej grupy różni autorzy zaliczali do niej lub wykluczali z niej różne ssaki, z których nie wszystkie są obecnie uznawane za blisko spokrewnione. Cope (1875) zaliczał do Creodonta rodzaje Ambloctonus, Oxyaena, Palaeonictis (obecnie zaliczane do Oxyaenidae), Stypolophus, Pterodon (Hyaenodontidae) i Didymictis (przedstawiciela spokrewnionej z Carnivora rodziny Viverravidae); za możliwych przedstawicieli tej grupy uznał też rodzaje Synoplotherium (obecnie zaliczany do rodziny Mesonychidae) i Diacodon (zaliczany do Erinaceomorpha lub do Leptictidae). Ponadto według Cope’a do kreodontów należały też eoceńskie mięsożerne ssaki z Wyoming, które według Othniela Marsha były przedstawicielami Carnivora spokrewnionymi z łaszowatymi; Cope nie sprecyzował, do jakich ssaków odnosiła się ta uwaga, jednak według Williama Matthew (1909) chodzi tu o rodzaje Viverravus (Viverravidae), Limnocyon (Hyaenodontidae) i Harpalodon (młodszy synonim rodzaju Miacis z rodziny Miacidae).
W 1880 roku Cope zaliczał do Creodonta już pięć rodzin: Oxyaenidae, Amblyctonidae (obecnie uznawana za młodszy synonim Oxyaenidae), Miacidae, Arctocyonidae i Mesonychidae. W roku 1883 Cope wydzielił Creodonta z Insectivora, klasyfikując obie te grupy jako podrzędy w obrębie wyróżnianego przez niego rzędu Bunotheria (obecnie nie jest wyróżniany ze względu na jego polifiletyzm).  Jako cechy łączące przedstawicieli kreodontów Cope wskazał wówczas obecność trzech lub dwóch guzków na górnych zębach trzonowych, siekacze, które nie cechowały się stałym wzrostem oraz paluch, który nie był przeciwstawny do pozostałych palców. Cechy te są obecne o wielu grup ssaków, nie uznawanych obecnie za blisko spokrewnione; Cope (1883) zaliczył do kreodontów te same rodziny, co w 1880 roku (z wyjątkiem Arctocyonidae, przeniesionych przez niego do Insectivora), a dodatkowo także rodzinę Centetidae (= Leptictidae), Esthonychidae (obecnie zaliczane do tilodontów), kretowate i złotokrety. Rok później Cope włączył też do Creodonta rodzinę Mythomyidae (obecnie uznawana za młodszy synonim podrodziny wodnic w obrębie rodziny tenrekowatych) oraz rodzinę Hyaenodontidae. Cope uważał Creodonta za prawdopodobnych przodków Carnivora i być może także Insectivora.
Scott (1892) zaliczał do Creodonta Miacidae, wydzieloną z Oxyaenidae rodzinę Palaeonictidae, rodzinę Hyaenodontidae (w jego klasyfikacji synonim Oxyaenidae) i wydzieloną z niej rodzinę Proviverridae, Mesonychidae i wydzieloną z niej rodzinę Triisodontidae, a także nową rodzinę Oxyclaenidae (do której, poza rodzajami zaliczanymi do niej obecnie, zaliczał też rodzaj Loxolophus, obecnie zaliczany do Arctocyonidae, oraz Pentacodon, obecnie zaliczany do Pantolestidae). Matthew (1909) zaliczał do kreodontów już tylko rodziny Hyaenodontidae, Oxyaenidae, Miacidae, Arctocyonidae i Mesonychidae; za możliwych przedstawicieli Creodonta uznał ponadto rodzinę Oxyclaenidae (do której zaliczał też rodzaj Deltatherium, obecnie zaliczany do tilodontów). Matthew uznał tak rozumiane kreodonty, a w ich obrębie zwłaszcza Miacidae, za bliskich krewnych współczesnych ssaków drapieżnych, sklasyfikował też Creodonta jako podrząd w obrębie Carnivora.
Późniejsi autorzy stopniowo wykluczali kolejne z wyżej wymienionych rodzin z Creodonta. Simpson (1945) nie zaliczał już do kreodontów rodziny Miacidae; autor ten w dalszym ciągu zaliczał jednak do Creodonta pozostałe rodziny włączane do tej grupy przez Matthew, w dalszym ciągu też klasyfikował kreodonty jako podrząd w obrębie Carnivora. Leigh Van Valen (1966) stwierdził, że rodziny Arctocyonidae i Mesonychidae nie są blisko spokrewnione z rodzinami Hyaenodontidae i Oxyaenidae; jednocześnie jednak autor postulował by w ogóle przestać wyróżniać Creodonta ze względu na prawdopodobny polifiletyzm tej grupy i zaliczył rodziny Hyaenodontidae i Oxyaenidae, wraz z rodzinami Palaeoryctidae (do której Van Valen zaliczał też taksony obecnie zaliczane do rodzin Cimolestidae, Deltatheridiidae i Micropternodontidae) i Didymoconidae do nowego rzędu Deltatheridia. Nie uznawał też za potwierdzone szczególnie bliskiego pokrewieństwa przedstawicieli tego rzędu z Carnivora. W późniejszej publikacji Van Valen dodatkowo zaliczył do Deltatheridia rodziny tenrekowatych, almikowatych i złotokretów. Percy Butler i Zofia Kielan-Jaworowska (1973) stwierdzili jednak, że Deltatheridium był przedstawicielem kladu Theria o niepewnej pozycji filogenetycznej, mogącym być wczesnym przedstawicielem grupy Metatheria (obejmującej torbacze) lub Eutheria (obejmującej łożyskowce); zdaniem autorów nie ma dowodów na jego bliskie pokrewieństwo z innymi ssakami zaliczonymi przez Van Valena do Deltatheridia. Obecnie Deltatheridium jest zaliczane do Metatheria. Malcolm McKenna (1975) w swojej klasyfikacji ssaków zamiast Deltatheridia wyróżnił rząd Creodonta, do którego zaliczał już tylko grupy Hyaenodontoidea i Oxyaenoidea, i który wraz z drapieżnymi zaliczał do nadrzędu Ferae; Palaeoryctidae i Cimolestidae McKenna włączył do nowego rzędu Cimolesta. Savage (1977) zaliczył do Creodonta jedną nadrodzinę Oxyaenoidea obejmującą tylko dwie rodziny: Hyaenodontidae i Oxyaenidae.
W znaczeniu zaproponowanym przez McKennę i Savage'a Creodonta są wyróżniane przez część autorów do dziś. Pozostaje jednak sporne, czy grupa ta jest monofiletyczna oraz jaką pozycję filogenetyczną zajmuje w obrębie Eutheria i czy faktycznie wszyscy lub przynajmniej część  jej przedstawicieli jest blisko spokrewniona z Carnivora. Niektórzy autorzy wskazują na podobieństwa w budowie szkieletu łączące Hyaenodontidae z Oxyaenidae oraz Creodonta z Carnivora, inni jednak kwestionują ich znaczenie, wskazując, że cechy te występują też innych ssaków z grupy Eutheria lub że nie występują one u wszystkich drapieżnych i kreodontów. Zarówno u kreodontów, jak i u drapieżnych występują łamacze, jednak u drapieżnych łamaczami są tylko: czwarty górny ząb przedtrzonowy i pierwszy dolny ząb trzonowy, podczas gdy u kreodontów łamaczami są także pierwszy górny i drugi dolny ząb trzonowy, a u Hyaenodontidae (poza przedstawicielami podrodziny Limnocyoninae) – jeszcze dodatkowo drugi górny i trzeci dolny ząb trzonowy; u Oxyaenidae i Limnocyoninae najbardziej rozwiniętymi łamaczami były te wykształcone z pierwszego górnego i drugiego dolnego zęba trzonowego, u pozostałych przedstawicieli Hyaenodontidae – te wykształcone z drugiego górnego i trzeciego dolnego zęba trzonowego. Te różnice mogą dowodzić, że łamacze drapieżnych i kreodontów nie są homologiczne, a ich występowanie u przedstawicieli obu grup jest tylko rezultatem konwergencji.
Analiza filogenetyczna przeprowadzona przez Spaulding, O’Leary i Gatesy’ego (2009), uwzględniająca cztery kreodonty (Hyaenodon, Sinopa i Thinocyon z rodziny Hyaenodontidae oraz Patriofelis z rodziny Oxyaenidae) wykazała monofiletyzm Creodonta oraz bliskie pokrewieństwo tej grupy z Carnivora – z analizy tej wynika bowiem, że kreodonty i drapieżne są taksonami siostrzanymi; analiza nie potwierdziła natomiast monofiletycznego charakteru rodziny Hyaenodontidae. W późniejszej analizie filogenetycznej O'Leary i współpracowników (2013) uwzględniono tylko jednego kreodonta – gatunek Sinopa rapax; z analizy wynikło, że był on taksonem siostrzanym do kladu obejmującego Carnivora i gatunki z rodzaju Vulpavus. Natomiast analiza Morlo, Gunnella i Polly’ego (2009) wykazała polifiletyzm kreodontów; według tej analizy taksony tradycyjnie zaliczane do Creodonta należały do trzech bliżej niespokrewnionych grup ssaków. Autorzy zakładający polifiletyzm kreodontów nie wyróżniają tej grupy, proponując zamiast niej wyróżnianie dwóch odrębnych grup Hyaenodontida i Oxyaenodonta.

## Środowisko
Zwierzęta te panowały na 4 kontynentach, przypominały dzisiejsze drapieżne. 
Występowały wśród nich formy zbliżone do kotów - Oxyaenidae (Oxyaena – występujące od paleocenu do końca eocenu) – oraz formy przypominające psy lub hieny – Hyaenodontidae (np. Hyaenodon) – znane od paleocenu do miocenu. Niektóre gatunki były wyspecjalizowanymi drapieżnikami i padlinożercami. Przedstawiciele podrodziny Mechaeroidinae wykształcili szablaste kły.
Największym przedstawicielem rzędu jest Megistotherium, będący jednocześnie jednym z ostatnich przedstawicieli całej grupy.
Obecnie ich nisze ekologiczne zajmują kotowate, łasicowate, niedźwiedziowate, hienowate i psowate.

## Przyczyny wyginięcia
Nie zostało do końca wyjaśnione, dlaczego grupa ta została wyparta przez drapieżne. Przyczyną mogły być mniejsze rozmiary mózgu oraz inny, mniej wydajny energetycznie sposób poruszania się, kreodonty były stopochodne. Te drobne minusy okazały się znaczące w skali milionów lat. Poza tym szkielet pradrapieżnych w odcinku lędźwiowym i krzyżowym był gorzej przystosowany do biegu niż u Carnivora. Dochodzi do tego inny układ zębów. Dzisiejsze drapieżne są bardziej wyspecjalizowane w kierunku mięsożerności, zwłaszcza kotowate.